# Arcidiocesi di Portland

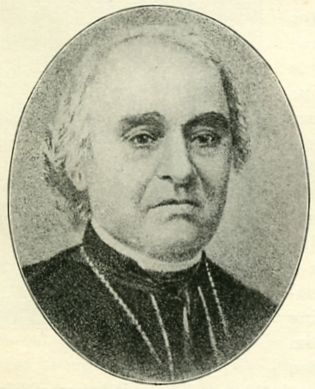
François-Norbert Blanchet, primo vescovo dell'Oregon, 1843-1880.

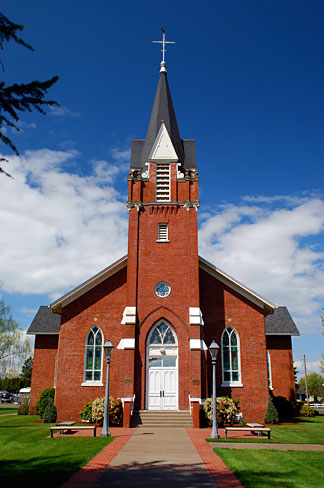
La chiesa di St. Paul, dove fu celebrata nel 1839 la prima messa nel territorio dell'odierno Oregon.

L'arcidiocesi di Portland (in latino Archidioecesis Portlandensis in Oregon) è una sede metropolitana della Chiesa cattolica negli Stati Uniti d'America. Nel 2023 contava 429.860 battezzati su 3.648.160 abitanti. È retta dall'arcivescovo Alexander King Sample.

## Territorio
L'arcidiocesi comprende 18 contee nella parte occidentale dello stato dell'Oregon, negli Stati Uniti d'America: Clatsop, Columbia, Clackamas, Multnomah, Tillamook, Washington, Yamhill, Marion, Polk, Benton, Lincoln, Lane, Linn, Coos, Douglas, Curry, Jackson e Josephine.
Sede arcivescovile è la città di Portland, dove si trova la cattedrale dell'Immacolata Concezione; a Oregon City si trova l'ex cattedrale di San Giovanni Apostolo.
Il territorio si estende su 76.937 km² ed è suddiviso in 125 parrocchie.

### Provincia ecclesiastica
La provincia ecclesiastica di Portland, istituita nel 1846, comprende le seguenti suffraganee
- diocesi di Baker (Oregon),
- diocesi di Boise City (Idaho),
- diocesi di Great Falls-Billings (Montana),
- diocesi di Helena (Montana).

## Storia
Nel 1830 un gruppo di cattolici franco-canadesi che lavoravano per la Hudson's Bay Company nel territorio dell'Oregon inviò una petizione a Joseph Norbert Provencher, superiore della missione del fiume Rosso, dipendente dall'arcidiocesi di Québec, per ottenere la fondazione di una missione permanente anche in quel lontano territorio. Provencher ottenne dapprima l'approvazione della Santa Sede, che estese la giurisdizione della sua missione fino all'oceano Pacifico; poi ottenne l'aiuto e il sostegno dell'arcivescovo del Québec, Joseph Signay, per questo nuovo progetto missionario, e il supporto di 2 sacerdoti, François-Norbert Blanchet e Modeste Demers.
Blanchet e Demers partirono dal Québec il 3 maggio 1838 e arrivarono a Fort Vancouver il 24 novembre. Il territorio assegnato ai due sacerdoti era immenso e comprendeva circa 375.000 miglia quadrate, estendendosi dalla California all'Alaska e dalle Montagne Rocciose all'oceano Pacifico, ed era costituito da coloni franco-canadesi, provenienti dal Québec, e da coloni americani, provenienti da Saint Louis. All'epoca non era ancora stato stabilito il confine politico tra Stati Uniti e Canada, che sarà sancito nel 1846. Il 6 gennaio 1839 Blanchet celebrò la prima messa in quello che sarà il futuro stato dell'Oregon, a sud del fiume Columbia, nella chiesa di St. Paul, che alcuni coloni avevano costruito nel 1836 in attesa dell'arrivo dei missionari. Verso la fine degli Anni Trenta arrivarono anche i gesuiti da Saint Louis, tra i quali si distinse in particolare Pierre-Jean De Smet per il suo lavoro presso i nativi americani.
Il lavoro missionario diede i suoi frutti e il 1º dicembre 1843 la Santa Sede eresse il vicariato apostolico del territorio dell'Oregon con il breve Pastorale officium di papa Gregorio XVI, ricavandone il territorio dalla diocesi di Saint Louis (oggi arcidiocesi) e dall'arcidiocesi di Québec; originariamente aveva sede a Oregon City, prima capitale del territorio.
Blanchet fu consacrato vescovo il 25 luglio 1845 nella cattedrale di Montréal. Dopo la consacrazione, invece di tornare in Oregon, decise di recarsi in Europa alla ricerca di personale e fondi necessari alla sua missione. A Roma incontrò il papa e i responsabili della Congregazione di Propaganda Fide, con i quali fu decisa la divisione del vicariato apostolico, istituito appena tre anni prima, in tre nuove circoscrizioni ecclesiastiche: l'arcidiocesi di Oregon City, alla cui guida fu posto Blanchet, e le diocesi di Walla Walla, assegnata al fratello Augustin-Magloire Blanchet, e dell'isola di Vancouver, retta da Modeste Demers. Queste decisioni furono sancite da papa Pio IX con il breve Universi dominici gregis del 24 luglio 1846, che portò alla nascita della seconda sede metropolitana statunitense, dopo quella di Baltimora.
Il 29 luglio 1853 l'arcidiocesi di Oregon City incorporò parte della soppressa diocesi di Walla Walla, la cui missione era stata abbandonata nel 1850 dal vescovo Augustin-Magloire Blanchet perché ritenuta troppo pericolosa, dopo che i nativi Cayuse avevano massacrato alcune famiglie di coloni, cosa che aveva portato ad una guerra i coloni e i Cayuse.
Nel 1862 l'arcivescovo François-Norbert Blanchet trasferì la sua residenza a Portland, mentre Oregon City rimase sede della cattedrale arcivescovile.
Il 3 marzo 1868 e il 19 giugno 1903 cedette altre porzioni di territorio a vantaggio dell'erezione rispettivamente del vicariato apostolico dell'Idaho (oggi diocesi di Boise City) e della diocesi di Baker City (oggi diocesi di Baker).
Il 26 settembre 1928 la sede vescovile fu trasferita da Oregon City a Portland, e contestualmente l'arcidiocesi ha assunto il nome attuale per effetto della bolla Ecclesiarum omnium di papa Pio XI.
Lo scandalo dei preti pedofili ha costretto l'arcidiocesi a richiedere lo stato di fallimento. È stata la prima diocesi della storia a compiere questo passo. Infatti, dopo aver risarcito più di cento vittime, per un totale superiore ai 53 milioni di dollari, l'arcidiocesi dichiarò di non avere più fondi per risarcire altre vittime. La richiesta di fallimento fu compilata il 6 luglio 2004, poche ore prima dell'inizio di altri due processi per pedofilia. La richiesta puntava a difendere le proprietà delle parrocchie e i fondi scolastici dalle richieste di risarcimento delle vittime; la motivazione dell'arcidiocesi è che le proprietà delle parrocchie non appartengono al patrimonio dell'arcidiocesi.

## Cronotassi dei vescovi
Si omettono i periodi di sede vacante non superiori ai 2 anni o non storicamente accertati.
- François-Norbert Blanchet † (1º dicembre 1843 - 12 dicembre 1880 dimesso[3])
- Charles-Jean Seghers † (12 dicembre 1880 succeduto - 6 marzo 1884 nominato arcivescovo, titolo personale, dell'Isola di Vancouver)
- William Hickley Gross, C.SS.R. † (31 marzo 1885 - 14 novembre 1898 deceduto)
- Alexander Christie † (4 marzo 1899 - 6 aprile 1925 deceduto)
- Edward Daniel Howard † (30 aprile 1926 - 9 dicembre 1966 ritirato[4])
- Robert Joseph Dwyer † (9 dicembre 1966 - 15 gennaio 1974 dimesso)
- Cornelius Michael Power † (15 gennaio 1974 - 1º luglio 1986 ritirato)
- William Joseph Levada † (1º luglio 1986 - 17 agosto 1995 nominato arcivescovo coadiutore di San Francisco)
- Francis Eugene George, O.M.I. † (30 aprile 1996 - 7 aprile 1997 nominato arcivescovo di Chicago)
- John George Vlazny † (28 ottobre 1997 - 29 gennaio 2013 ritirato)
- Alexander King Sample, dal 29 gennaio 2013

## Statistiche
L'arcidiocesi nel 2023 su una popolazione di 3.648.160 persone contava 429.860 battezzati, corrispondenti all'11,8% del totale.
| anno | popolazione | popolazione | popolazione | presbiteri | presbiteri | presbiteri | presbiteri                | diaconi | religiosi | religiosi | parrocchie |
| anno | battezzati  | totale      | %           | numero     | secolari   | regolari   | battezzati per presbitero | diaconi | uomini    | donne     | parrocchie |
| ---- | ----------- | ----------- | ----------- | ---------- | ---------- | ---------- | ------------------------- | ------- | --------- | --------- | ---------- |
| 1950 | 92.378      | 900.852     | 10,3        | 281        | 125        | 156        | 328                       |         | 160       | 776       | 140        |
| 1966 | 197.856     | 1.685.800   | 11,7        | 475        | 185        | 290        | 416                       |         | 300       | 1.240     | 112        |
| 1970 | ?           | 2.081.640   | ?           | 289        | 199        | 90         | ?                         |         | 165       | 1.000     | 120        |
| 1976 | 275.257     | 2.140.512   | 12,9        | 441        | 204        | 237        | 624                       | 1       | 324       | 661       | 125        |
| 1980 | 294.952     | 2.195.800   | 13,4        | 427        | 182        | 245        | 690                       | 1       | 384       | 869       | 126        |
| 1990 | 251.270     | 2.408.900   | 10,4        | 384        | 155        | 229        | 654                       | 6       | 327       | 687       | 125        |
| 1999 | 289.951     | 2.799.200   | 10,4        | 326        | 147        | 179        | 889                       | 29      | 76        | 539       | 125        |
| 2000 | 294.221     | 2.841.900   | 10,4        | 347        | 165        | 182        | 847                       | 30      | 293       | 542       | 124        |
| 2001 | 297.841     | 2.869.750   | 10,4        | 342        | 164        | 178        | 870                       | 30      | 277       | 531       | 123        |
| 2002 | 351.164     | 2.969.847   | 11,8        | 346        | 165        | 181        | 1.014                     | 30      | 282       | 529       | 125        |
| 2003 | 356.037     | 3.010.800   | 11,8        | 340        | 162        | 178        | 1.047                     | 39      | 282       | 506       | 124        |
| 2004 | 389.345     | 3.038.600   | 12,8        | 336        | 166        | 170        | 1.158                     | 39      | 293       | 487       | 124        |
| 2010 | 415.000     | 3.269.195   | 12,7        | 307        | 158        | 149        | 1.351                     | 67      | 254       | 400       | 124        |
| 2012 | 415.725     | 3.327.110   | 12,5        | 303        | 159        | 144        | 1.372                     | 79      | 245       | 388       | 124        |
| 2013 | 417.614     | 3.345.270   | 12,5        | 352        | 164        | 188        | 1.186                     | 73      | 272       | 397       | 124        |
| 2016 | 431.267     | 3.448.824   | 12,5        | 355        | 174        | 181        | 1.214                     | 77      | 274       | 364       | 124        |
| 2019 | 467.610     | 3.597.001   | 13,0        | 311        | 166        | 145        | 1.503                     | 83      | 207       | 329       | 124        |
| 2021 | 430.687     | 3.654.887   | 11,8        | 285        | 155        | 130        | 1.511                     | 72      | 198       | 343       | 124        |
| 2023 | 429.860     | 3.648.160   | 11,8        | 319        | 178        | 141        | 1.347                     | 75      | 204       | 312       | 125        |